# Lipotriches crocodilensis
Lipotriches crocodilensis är en biart som först beskrevs av Gregory B. Pauly 1990.  Lipotriches crocodilensis ingår i släktet Lipotriches och familjen vägbin. Inga underarter finns listade i Catalogue of Life.